# Islote Largo
Die Islote Largo (spanisch für Lange Insel) ist eine kleine Insel im Archipel der Südlichen Shetlandinseln. Sie liegt am südöstlichen Ende der Mellona Rocks in der Nelson Strait nördlich von Robert Island.
Ihr deskriptiver Name ist erstmals auf einer chilenischen Karte aus dem Jahr 1947 zu finden.